# Ги де Руа
Ги де Руа (фр. Guy de Roye; р. ок. 1355, ум. 8 июня 1409) — французский церковный деятель, архиепископ Реймса (с 1390).
Выходец из пикардийской дворянской фамилии. Сын Матье II де Руа (ум. 1380) по прозвищу «Фламандец», сеньора Руа, Плесье и Крапомени, виконта Бюзанси (покупка у Робера де Ланнуа 29.05.1361) u Онуа (обмен 1357) — великого магистра арбалетчиков Франции в 1346—1350 годах, и его жены Жанны де Шеризи (ум. 1391), дамы де Мюре, наследницы половины виконтства Бюзанси.
В некоторых биографиях сказано, что Ги де Руа родился в начале 1340-х годов. Однако это не соответствует действительности: его родители поженились в 1350 году, и он у них не был первенцем.
В 1375 году (10 августа) получил от отца сеньорию Доммар (Dompmart). В 1381 году мать передала ему часть виконства Бюзанси.
Канонник в Нуайоне, дуайен в Сен-Кантене, аудитор Роты. С 28 мая 1375 года епископ Вердена (сложил сан в 1379 году). С 27 мая 1381 по 1382 год епископ Доля. Архиепископ Тура (1383—1384). С 8 октября 1383 по 16 августа 1385 года епископ Кастра. В 1386—1390 гг. архиепископ Санса.
С 1390 года архиепископ Реймса.
Во время начавшегося в 1378 году церковного раскола поддерживал авиньонских антипап Клемента VII и Бенедикта XIII.
В 1402 году двоюродная сестра, Мария де Руа, с согласия мужа, Жана V де Хангеста, заложила Ги де Руа свои сеньории Руа и Монши. Залог не был возвращён, и архиепископ завещал эти земли племяннику — Матьё.
В начале июня 1409 года Ги де Руа отправился в Пизу на церковный собор. По пути он остановился в городе Волтери, недалеко от Генуи. Один из его людей устроил драку с местным жителем и убил его. Друзья и родственники погибшего напали на дворец, в котором находился Ги де Руа. Тот вышел к толпе и был смертельно ранен стрелой из арбалета. Похоронен в Генуе в кафедрале Сен-Лоран.